# كورنيليس كريستيان بيرغ
كورنيليس كريستيان بيرغ (بالهولندية: Cornelis Christiaan Berg)‏ هو عالم نبات هولندي، ولد في 2 يوليو 1934 في باندونغ في إندونيسيا، وتوفي في 31 أغسطس 2012 في روتردام في هولندا.